# فرنسوا سيمون
فرنسوا سيمون هو ممثل سويسري، ولد في 16 أغسطس 1917 بجنيف في سويسرا، وتوفي بنفس المكان في 5 أكتوبر 1982.

## وصلات خارجية
- فرنسوا سيمون على موقع IMDb (الإنجليزية)
- فرنسوا سيمون على موقع ألو سيني (الفرنسية)
- فرنسوا سيمون على موقع ميوزك برينز (الإنجليزية)
- فرنسوا سيمون على موقع أول موفي (الإنجليزية)
- فرنسوا سيمون على موقع قاعدة بيانات الأفلام السويدية (السويدية)
- فرنسوا سيمون على موقع قاعدة بيانات الأفلام السويدية (السويدية)
- فرنسوا سيمون على موقع قاعدة بيانات الفيلم (الإنجليزية)
- فرنسوا سيمون على موقع كينوبويسك (الروسية)